# Tsavo West Nationalpark
Tsavo West Nationalpark er en nationalpark i Kenya i det østlige Afrika som blev oprettet den 1. april 1948 sammen  med den østlige del. Allerede i maj 1948 blev den oprindelige  nationalpark delt i to for at fremme en bedre administration.
Med et areal på 9.065 kvadratkilometer udgør den omkring  30% af samtlige nationalparker i landet. Nationalparken strækker sig fra grænsen til Tanzania til vejen mellem Nairobi og Mombasa, via Tsavo. Landskabet består af savanne og er mere kuperet og bjergrigt  end den østlige del. I området omkring kilden Mzima Springs er der en yppig vegetation og der er mulighed for at se krokodiller og flodheste. I et indhegnet område med navnet Rhino sanctuary lever nogle af  de sidste eksemplarer af Sort næsehorn. Op til nationalparken er der oprettet nogle private beskyttelseszoner.
Regionen er kendt for to menneskeædende løver som i 1898 slog omkring  130 arbejdere ved et jernbaneprojekt ihjel. Historien blev beskrevet i 1907 af jægeren John Henry Patterson som i 1996 blev filmatiseret med titlen Savannens Herskere (originaltitel: The Ghost and the Darkness) instrueret af  Stephen Hopkins.